# Ngwenyagruvan

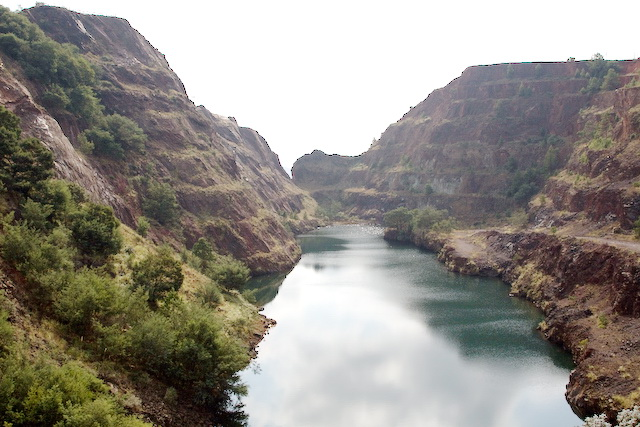

Ngwenyagruvan ligger i Bomvubergen, nordväst om Mbabane och nära Swazilands nordvästra gräns. Denna gruva anses vara världens äldsta. Hematiten användes under mellersta stenåldern för att extrahera rödockra och senare bröts fyndigheterna för järnsmältning och järnmalmsexport.
Sedan 31 december 2008 är gruvan uppsatt på Swazilands tentativa världsarvslista.

## Historisk gruvdrift
Flera stenåldersartefakter har hittats i gruvan under arkeologiska arbeten i slutet av 1960-talet och början av 1970-talet. Deras ålder fastställdes med C14-metoden då den var äldre än 20 000 år. Senare mätningar har gett att de tidigaste gruvaktiviteterna var för 41 000 till 43 000 år sedan. Detta gör Ngwenya till den äldsta kända gruvan. Platsen var känd för den tidiga människan för avlagringarna av röda och spekulär haematit och användes till kosmetika och ritualer.
Röd ockra härifrån extraherades av Sanfolkets förfäder och användes i klippmålningar, vanliga i Swaziland. Omkring år 400 e.kr., kom Bantustammar norrifrån. De hade kunskap om hur man smälte järnmalm och handlade med sitt järn över hela subkontinenten.

## Modern gruvdrift
Hematitjärnmalmen med ett järninnehåll uppemot 60 procent prospekterades i mitten av 1800-talet. Swaziland Iron Ore Development Company (SIODC), ägt av Anglo-American Corporation, började bryta fyndigheten 1964. Ett tioårskontrakt med ett japanskt företag gjorde detta till den största konsumenten av järnmalm. Dagbrottsbrytningen pågick mellan 1964 och 1977, och satte tillfälligt fart på den ekonomiska utvecklingen i området genom byggandet av en järnväg mellan gruvan och Moçambiques järnvägsnät och ett elnät. Uppskattningsvis har 20 miljoner ton järnmalm brutits i gruvan.